# بابلو سانتيو
بابلو سانتيو (بالإسبانية: Pablo Santillo)‏ (7 مارس 1980 ببوينس آيرس في الأرجنتين - ) هو لاعب كرة قدم أرجنتيني في مركز حراسة المرمى. لعب مع نادي برشلونة.

## وصلات خارجية
- بابلو سانتيو على موقع قاعدة بيانات كرة القدم.إي يو (الإنجليزية)
- بابلو سانتيو على موقع Soccerway.com (الإنجليزية)